# DeWitt Jennings

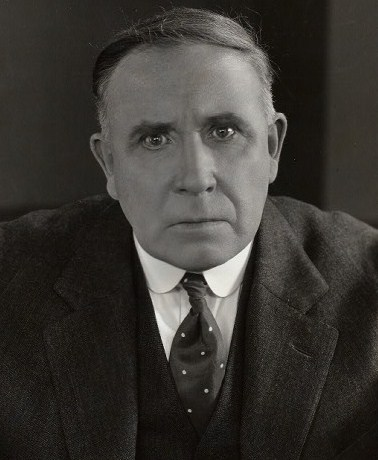
DeWitt Jennings (um 1920)

DeWitt Clarke Jennings (* 21. Juni 1871 in Cameron, Missouri; † 1. März 1937 in Hollywood, Kalifornien) war ein US-amerikanischer Film- und Theaterschauspieler.

## Leben und Karriere
DeWitt Jennings arbeitete zuerst als Platzanweiser im Theater, ehe er selbst Ende des 19. Jahrhunderts Schauspieler wurde. Zunächst war er als Theaterschauspieler aktiv und trat zwischen 1906 und 1920 in über einem Dutzend Broadway-Produktionen auf. Bereits im Jahre 1915 debütierte Jennings im Film The Deep Purple. Bis zu seinem Tod im Jahre 1937 arbeitete er fortan regelmäßig in Hollywood und spielte so in insgesamt fast 160 Filmen. 
Bereits in der Stummfilmära war Jennings meistens auf Nebenrollen als strenge Autoritätsfigur festgelegt. Der Übergang zum Tonfilm Ende der 1920er-Jahre gelang ihm problemlos. In den Filmen Das Strafgesetzbuch und Hölle hinter Gittern verkörperte er im Jahre 1930 jeweils sadistische Gefängnisaufseher, die später von verfeindeten Häftlingen aus Rache ermordet werden. Weitere Rollen folgten als Vater von Harold Lloyd in der Komödie Filmverrückt (1932) sowie als Sailing Master (Navigationsoffizier) John Fryer im Filmklassiker Meuterei auf der Bounty (1935) an der Seite von Clark Gable und Charles Laughton.
DeWitt Jennings verstarb 1937 nach kurzer Krankheit im Alter von 65 Jahren. Er war mit Ethel Conroy verheiratet, sie hatten drei Kinder.

## Filmografie (Auswahl)
- 1915: The Deep Purple
- 1917: The Little American
- 1922: Eine Zuchthaustragödie (Flesh and Blood)
- 1923: An der Grenze des Gesetzes (Within the Law)
- 1924: Wer war der Vater? (Name the Man)
- 1924: Der Senator und die Tänzerin (The Silent Watcher)
- 1926: Rin Tin Tin unter Verbrechern (While London Sleeps)
- 1926: Alarm (The Fire Brigade)
- 1926: Wer niemals einen Kuß geküsst (Chip of the Flying U)
- 1927: Die Schlachtenbummler (Two Arabian Knights)
- 1929: Fox Movietone Follies of 1929
- 1929: The Valiant
- 1930: Der große Treck (The Big Trail)
- 1930: Das Strafgesetzbuch (The Criminal Code)
- 1930: Hölle hinter Gittern (The Big House)
- 1930: Die fremde Mutter (Min and Bill)
- 1930: Jenseits des Lebens (Redemption)
- 1930: Sirenen um Mitternacht (Outside the Law)
- 1931: The Secret Six
- 1931: Arrowsmith
- 1932: Filmverrückt (Movie Crazy)
- 1932: Silberdollar (Silver Dollar)
- 1932: Der Theaterprofessor (Speak Easily)
- 1933: Das Geheimnis des Wachsfigurenkabinetts (Mystery of the Wax Museum)
- 1934: Zwei Herzen auf der Flucht (Fugitive Lovers)
- 1934: Operator 13
- 1934: Harold Lloyd, der Strohmann (The Cat's Paw)
- 1935: Meuterei auf der Bounty (Mutiny on the Bounty)
- 1935: Die Frau auf Seite 1 (Front Page Woman)
- 1937: Unter vier Augen (This Is My Affair)
- 1937: Das Sklavenschiff (Slave Ship)